# Chirosia iobaeksana
Chirosia iobaeksana este o specie de muște din genul Chirosia, familia Anthomyiidae, descrisă de Kae Kyoung Kwon și Suh în anul 1982.
Este endemică în South Korea. Conform Catalogue of Life specia Chirosia iobaeksana nu are subspecii cunoscute.